# Oblatterwall

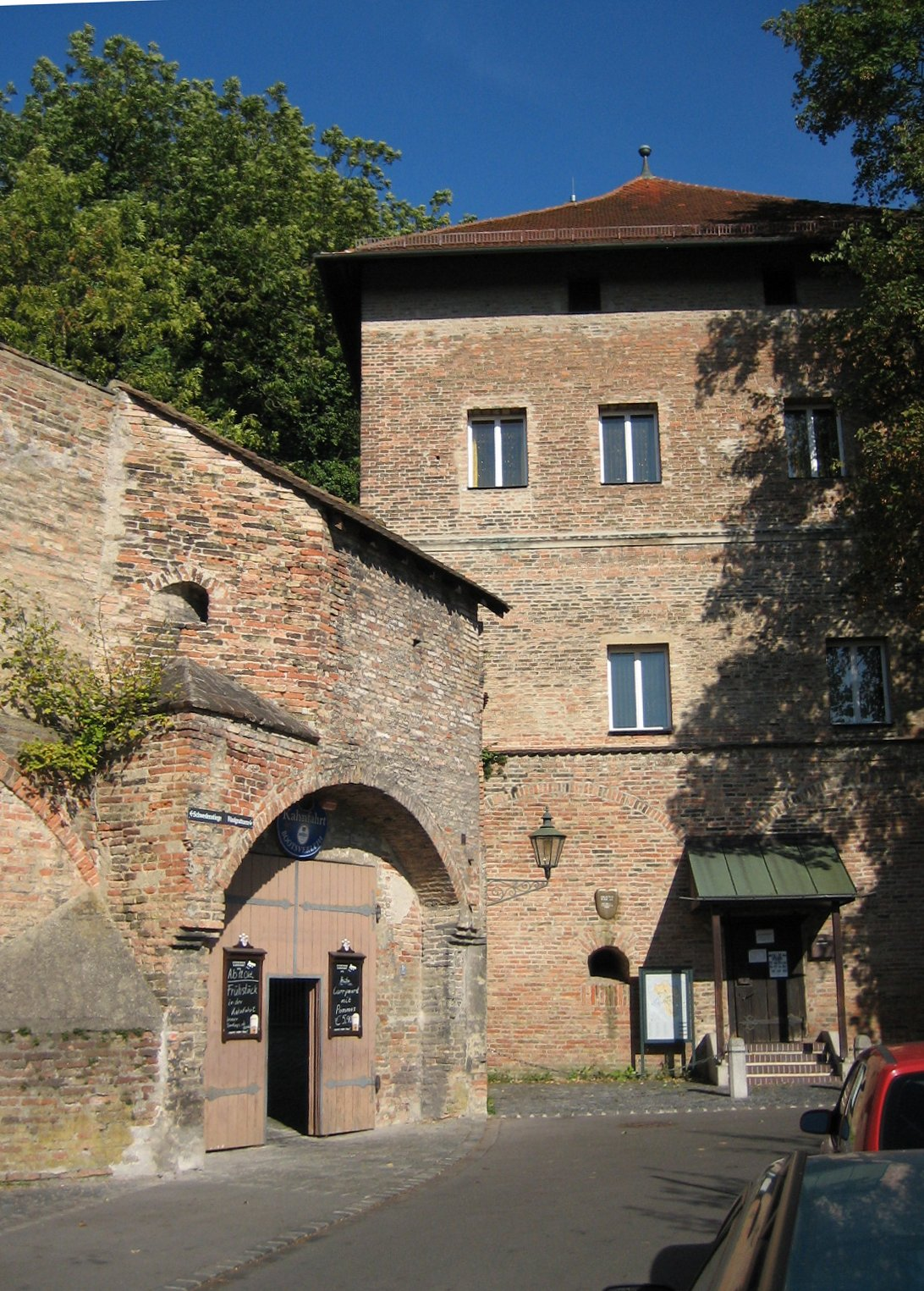
Befestigungsturm am Oblatterwall (ehemals »Rot Thurn« genannt)

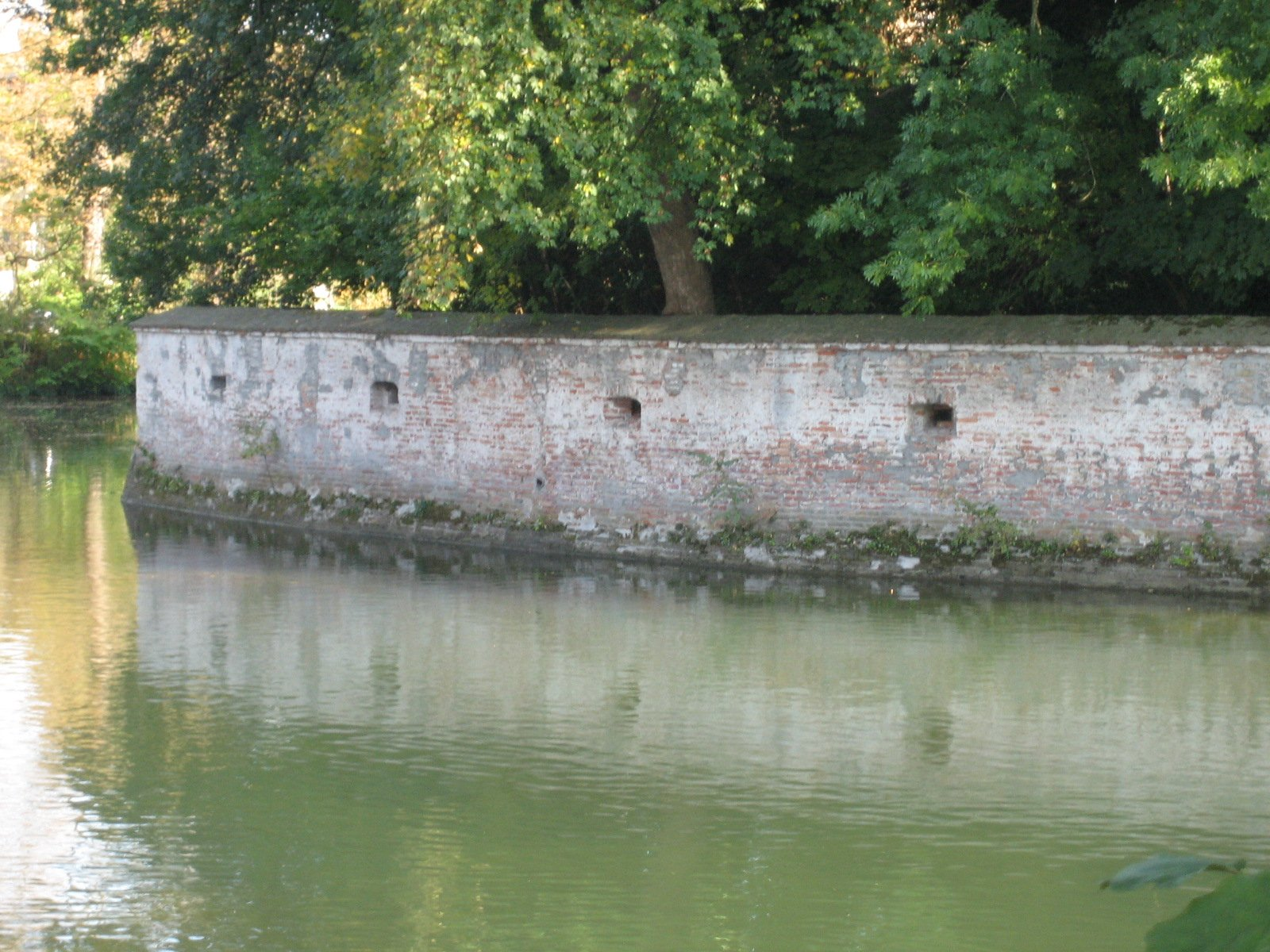
Befestigungsmauer mit Schießscharten am Stadtgraben

Der Oblatterwall (auch Blatterwall) ist eine bis heute erhaltene Bastion der ehemaligen Stadtbefestigung am nordöstlichen Rand der Augsburger Innenstadt. 

## Geschichte
Der Aufbau der Bastion erfolgte im Jahre 1444, ein erstes kleines Turmbauwerk wurde 1458 ergänzt. Der hohe Wall wurde schließlich 1543 aufgeschüttet und mit einer niedrigen Mauer versehen, die mehrere Schießscharten besitzt. Des Weiteren wurde ein Befestigungsturm aufgebaut. Es handelte sich dabei um einen dreigeschossigen Backsteinbau (daher auch als  Rot Thurn benannt) mit einem Zeltdach und halbrundem Grundriss. 
Die Anlage wurde 1625 von Elias Holl umgebaut und nach der Besetzung im Spanischen Erbfolgekrieg Anfang des 18. Jahrhunderts zu einer starken Geschützstellung ausgebaut. 
Nach der Niederlegung der Stadtbefestigung verlor auch die Bastion ihre Bedeutung. Sie wurde jedoch nicht wie andere Tore und Mauerabschnitte ab 1860 abgebrochen. Dieses Schicksal blieb dem Oblatterwall erspart, da die Flächen zu dieser Zeit weder für den Straßenbau noch für eine Stadterweiterung benötigt wurden. Der Stadtgraben wurde ebenfalls erhalten und im Jahre 1876 bezog die Augsburger Kahnfahrt dort Quartier.
Um die Jahrhundertwende rückten Oblatterwall und Stadtgraben noch einmal in das Zentrum der Aufmerksamkeit. Grund dafür war eine Vision des Augsburger Architekten Karl Albert Gollwitzer. Seine Skizzen aus dem Jahre 1901 sahen einen Ausbau des Stadtgrabens und den Bau eines Stadthafens mit Gleisanschluss vor. Auf diese Weise sollte es der Industriestadt ermöglicht werden, ihre Waren und Erzeugnisse auch auf dem Wasserweg zu transportieren. Das kühne Projekt wurde allerdings nicht weiter verfolgt, sodass der Oblatterwall sein Erscheinungsbild bis heute bewahrt hat. 

## Name
Der später verwendete Name Blatterwall geht auf das in unmittelbarer Nähe zur Bastion errichtete Seuchenspital (so genanntes Blatterhaus) zurück, welches aus dem Jahre 1495 stammt. Eine Ableitung des Namens vom weiter westlich gelegenen Oblattertor ist historisch nicht nachgewiesen. Dessen Namen geht auf den Pulvermacher Ulrich Oblatter zurück, ein ehemaliger Bewohner des Tores.